# Косса (Эстония)
Ко́сса (эст. Kossa) — деревня в волости Сетомаа уезда Вырумаа, Эстония. Исторически относится к нулку Лухамаа.
До административной реформы местных самоуправлений Эстонии 2017 года входила в состав волости Миссо (упразднена).

## География и описание
Расположена недалеко от границы Эстонии и России, в 30 километрах к юго-востоку от уездного центра — города Выру — и в 41 километре к юго-западу от волостного центра — посёлка Вярска. Высота над уровнем моря — 179 метров.
Климат переходный от морского к континентальному. Официальный язык — эстонский. Почтовый индекс — 65012.

## Население
По данным переписи населения 2021 года, в Косса не было постоянных жителей.
По данным переписи населения 2011 года, в деревне жителей также не было.
Численность населения деревни Косса:
| Год  | 1959 | 1970 | 2000 | 2011 | 2017 | 2018 | 2019 | 2020 | 2021 |
| ---- | ---- | ---- | ---- | ---- | ---- | ---- | ---- | ---- | ---- |
| Чел. | 14   | ↘ 6  | ↘ 3  | ↘ 0  | → 0  | → 0  | → 0  | → 0  | → 0  |

## История
В письменных источниках 1923 года упоминается Kossa (группа хуторов), 1939 года — Kossõ, Vana-Kossa, Uue-Kossa, Kossa (хутора), 1952 года — Коссы.
Деревня Косса сформировалась в 1920-х годах из отдельных хуторов деревни Тоотси. В то же время, как населённый пункт, она довольно старая: на землях хутора Вана-Косса найдены следы древнего поселения и каменного могильника.
В 1977–1997 годах Косса официально была частью деревни Лухамаа.

## Происхождение топонима
Вопрос происхождения названия деревни остаётся открытым. Как пример, можно привести слово из языка сету ′kossa′ — «косы», «косички». Есть древнерусская фамилия Косовъ. Можно провести параллели с топонимами в России: Косолка в Печорской волости, Косыгино в Изборской волости, Косельга в Карелии.

## Комментарии
1. ↑  Эстонские топонимы, оканчивающиеся на -а, не склоняются и не имеют женского рода (исключение — Нарва)[8].